# Erich Friedrich

Erich Friedrich

Erich Friedrich (* 29. Mai 1901 in Sommerfeld, Provinz Brandenburg; † 14. Januar 1971 in Bad Oldesloe) war ein deutscher Politiker (NSDAP).

## Leben
Friedrich stammte aus ärmlichen Verhältnissen und erlernte nach dem Besuch der Volksschule in Tschernow bei Küstrin den Beruf des Schmiedes, in dem er tätig war, bis er hauptamtlich für die NSDAP arbeitete. Anfang 1919 beteiligte er sich am Grenzschutz Ost in Schlesien und ging 1920 zur Marine, aus der er 1922 entlassen wurde. 1919 trat er zudem dem Deutschvölkischen Schutz- und Trutzbund bei.
Nach dem Engagement in verschiedenen anderen völkischen Gruppen trat Friedrich zum 13. Juni 1925 in Kiel der NSDAP bei (Mitgliedsnummer 7.581) und wurde schnell Kreisgeschäftsführer. 1929 wurde er Stadtverordneter in Kiel. Anfang 1932 wurde er zum Kreisleiter der NSDAP im Kreis Bordesholm ernannt, wechselte aber bereits zum 1. Oktober 1932 als Nachfolger von Heinrich Backhaus in den Kreis Stormarn, wo er bis zum Kriegsende Kreisleiter blieb. Im März 1933 wurde er Provinziallandtagsabgeordneter sowie Kreistagsabgeordneter und Mitglied des Kreisausschusses. Ab der „Wahl“ im November 1933 gehörte er dem Reichstag als Abgeordneter an, was er bis 1945 blieb.
Friedrich verwickelte sich in Stormarn in ständige Konflikte mit Landrat Constantin Bock von Wülfingen, dem er stets vorwarf, den Staat (hier den Landkreis) über die Partei zu stellen. Sein Ziel, Bad Oldesloe statt Wandsbek zur Kreisstadt zu machen, konnte er dabei nicht durchsetzen. Friedrich galt als die Schlüsselfigur der Nationalsozialisten im Kreis bei der Verfolgung politischer Gegner des Regimes. Er wurde nach Kriegsende interniert und 1948 zu dreieinhalb Jahren Gefängnis verurteilt. Im Entnazifizierungsverfahren wurde er 1951 als „Belasteter“ eingestuft.
Nach seiner Haftentlassung im Jahr 1951 war er erneut in seinem erlernten Beruf tätig.